# Denkmal zur Erinnerung an die Opfer der Schoah
Das Denkmal zur Erinnerung an die Opfer der Schoah (lux.: Shoah, hb: הַשׁוֹאָה – ha'Schoah) wurde am 17. Juni 2018 in der Stadt Luxemburg eingeweiht. Das Denkmal erinnert an die Verfolgung und Deportation sowie Ermordung von einheimischen und nach Luxemburg während der nationalsozialistischen Diktatur geflüchteten Juden. Der 17. Juni 2018 wurde zur Einweihung ausgewählt, weil 75 Jahre zuvor, am 17. Juni 1943, der letzte Deportationszug mit Juden Luxemburg verlassen hat, der Standort, Boulevard Roosevelt, da hier in der Nähe die erste Synagoge Luxemburgs bestand.

## Denkmal und Erinnerungsplakette
Die Skulptur des franko-israelischen Künstlers Shelomo Selinger soll Denkmal und Mahnmal zugleich sein und an die Unmenschlichkeit der Nazis gegenüber der jüdischen Bevölkerung erinnern sowie dazu beitragen, dass sich derartige Verbrechen nie mehr wiederholen können.
Das Denkmal wurde auf dem Roosevelt Boulevard zwischen der Kathedrale und dem ehemaligen Kloster St. Sophia errichtet. Der Staat und die Stadt Luxemburg zahlten für dieses Denkmal insgesamt 325.000 Euro. Das Denkmal besteht aus grau-rosa Granit.
Im Anschluss an die Einweihung des Schoah-Denkmals wurde in der Vorhalle des Bahnhofs eine Plakette in luxemburgischer und französischer Sprache enthüllt, die an die Deportationszüge während des Zweiten Weltkrieges erinnert: Erënner Dech beim Laanschtgoen drun, datt vun 1941 bis 1943 vun dëser Gare 658 jiddesch Männer, Fraen a Kanner an d'Nazi Ghettoen a Lager déportéiert goufen, wou si kalbliddeg ëmbruecht gi sin.

## Geschichte
Seit 1276 ist die dauernde Anwesenheit von Juden in Luxemburg urkundlich belegt. Eine erste Siedlung soll es vor dem Sankt-Ulrich-Tor gegeben haben. Der Clausener Judenfriedhof wird im Jahre 1817 angelegt und 1823 wird in der heute verschwundenen Seminärsgässel hinter der Kathedrale (siehe Ons Stad Nr. 25 von 1987) die erste Synagoge feierlich eingeweiht. Diese wurde in maurisch-byzantinischem Stile nach den Plänen von Professor Levi aus Karlsruhe errichtet. Nach jahrelanger Suche kann 1894 eine neue Synagoge Ecke Rue Aldringen -Rue Notre Dame bezogen werden. Diese Synagoge wurde im Herbst 1943 von den Nazis zerstört (siehe: Alte Synagoge (Luxemburg)).
1927 waren in Luxemburg insgesamt 1771 Menschen jüdischer Abstammung, 1935 bereits 3144, davon 870 Luxemburger Nationalität. 1940 lebten etwa 3700 Juden (rund ein Prozent der Gesamtbevölkerung) in Luxemburg. Von den 3700 in Luxemburg wohnenden Juden überlebten nur etwa 2500.
Vom 16. Oktober 1941 bis zum 17. Juni 1943 wurden in sieben Transporten 658 jüdische Frauen, Männer und Kinder verschleppt (siehe Hauptartikel: Deportation von Juden aus Luxemburg). 1969 wurde auf Initiative des „Comité Auschwitz Luxembourg“ ein Denkmal zu Ehren der Shoa-Opfer in Fünfbrunnen errichtet. Es besteht aus Granitsteinen, die von Gefangenen im KZ Natzweiler-Struthof während des Krieges gebrochen worden waren. Das Denkmal stellt einen gequälten Menschen dar.
2012 wurde von der Luxemburger Regierung unter Jean-Claude Juncker der Universität Luxemburg der Auftrag erteilt, einen Bericht über die Rolle der Luxemburger Verwaltung während des Zweiten Weltkriegs zu erarbeiten. Gemäß dem Artuso-Bericht wurden 1300 Juden, die 1940 in Luxemburg lebten, in Todeslager deportiert.
2013 wurde die MemoShoah, eine der Vereinigungen, die aktiv Erinnerungsarbeit leistet, gegründet. Vorsitzender: Henri Juda.
Am 9. Juni 2015 nahm das Luxemburger Parlament einen Entschließungsantrag an und entschuldigte sich bei der jüdischen Gemeinde von Luxemburg für das ihr während der Besatzung durch Nazideutschland zugefügte Leid.
Am 17. Juni 2018 wurde das Denkmal im Beisein von Großherzog Henri und dessen Gattin Maria Teresa eingeweiht. Ansprachen wurden von der Bürgermeisterin der Stadt Luxemburg, Lydie Polfer, dem Vorsitzenden des Consistoire israélite de Luxembourg, Albert Aflalo, und dem Luxemburgischen Premierminister Xavier Bettel gehalten.

## Fondatioun Shoah
Mit der Errichtung des Denkmals wurde auch eine Stiftung (Fondatioun Shoah) gegründet, die vom Luxemburger Staat ein Stiftungskapital von 250.000 Euro erhielt.